# Bernoulli-teszt
A valószínűségszámítás elméletében és a statisztika területén a Bernoulli-teszt egy kísérlet, melynek kimenetele véletlenszerű, és két lehetséges kimenetele van: a siker és a kudarc.
A Bernoulli-teszt matematikai megfogalmazása a Bernoulli-processz. A gyakorlatban ez egy egyszeri kísérlet, melynek két lehetséges kimenetele lehet.
Az események megválaszolhatók „igen” vagy „nem” válasszal.
Például:
- a feldobott érme fejjel felfelé esik le a földre?
- az újszülött gyermek lány lesz?

Az érme esetében a siker a „fej”, kudarc az „írás”. Egy szabályos érme esetén a valószínűség 50%.
Egy kockadobásnál a siker például a “hatos”, és minden más ‘kudarc’.

## Definíció
Egy kísérlet egymástól függetlenül ismételt tesztjeinek eredményét Bernoulli-tesztnek nevezik.
Nevezzük a teszt egyik eredményét ‘siker’nek, a másikat “kudarc”nak.
Legyen {\displaystyle p} a Bernoulli-teszt sikeres kimenetelének a valószínűsége. Ekkor a kudarc ({\displaystyle q}) valószínűsége:
{\displaystyle q=1-p}.
A Bernoulli-teszt valószínűségi változóit - konvenció szerint – a következőképpen jelölik:
1=”siker”
0=”kudarc”
A Bernoulli-teszthez szorosan kapcsolódik a binomiális-kísérlet, mely egy rögzített számú ({\displaystyle n}), statisztikailag egymástól független Bernoulli-tesztet tartalmaz, mindegyiknél a siker valószínűsége {\displaystyle p}, és számolják a ‘siker’ek számát.
Ha egy valószínűségi változó a binomiálisnak felel meg, jelölése {\displaystyle B(n,p)}, binomiális eloszlás szerint változik.
A {\displaystyle B(n,p)} kísérletnél {\displaystyle k} a siker valószínűsége:
{\displaystyle P(k)={n \choose k}p^{k}q^{n-k}}.
A Bernoulii-teszt elvezethet a negatív binomiális eloszláshoz (ahol a sikerek számát egymásutáni Bernoulli-tesztek során számolják, egy meghatározott számú kudarcig), hasonlóan más eloszlásokéhoz.
Ha többszörös Bernoulli-tesztet végzünk, mind a saját ‘siker’ valószínűségével, akkor ezt néha Poisson-tesztnek is hívják.

## Példa: pénzfeldobás
Tekintsünk egy egyszerű kísérletet, ahol egy szabályos érmét négyszer dobunk fel.
Számoljuk ki azt a valószínűséget, amikor a négy dobásból pontosan kettő lesz fej.

### Megoldás
A kísérletünkben legyen a fej a „siker”, és az írás a „kudarc”.
Mivel feltételeztük, hogy az érme szabályos és a feldobáskor is váltogatjuk a pozícióját, a „siker” valószínűsége {\displaystyle p=1/2}.
Így a ‘kudarc’ valószínűsége:
{\displaystyle q=1-p=1-1/2=1/2}.
A fenti egyenlőségeket használva, annak a valószínűsége, hogy négy dobásból kettő pontosan fej lesz:
{\displaystyle {\begin{aligned}P(2)&={4 \choose 2}p^{2}q^{2}\\&=6\times (1/2)^{2}\times (1/2)^{2}\\&=3/8\end{aligned}}}.